# Warley-Schwertlilie
Die Warley-Schwertlilie (Iris warleyensis) ist eine Pflanzenart aus der Gattung der Schwertlilien (Iris) innerhalb der Familie der Schwertliliengewächse (Iridaceae).

## Merkmale
Die Warley-Schwertlilie ist eine ausdauernde Zwiebelpflanze, die Wuchshöhen von (10) 20 bis 30 Zentimeter erreicht. Die Platte der Hängeblätter misst 1,2 bis 1,7 × 1,5 Zentimeter. Sie ist dunkelviolett gefärbt mit weißem Rand und einem dunkelgelben Fleck auf beiden Seiten des gezähnten, weißen Kammes. Der Nagel ist 7 bis 12 Millimeter breit und parallelrandig. Die Domblätter sind 1,2 bis 2 Zentimeter lang, stumpf dreilappig, violett gefärbt und dunkler geadert. Die Perigonröhre ist 4,5 bis 5 Zentimeter lang und grünlich mit violetten Nerven.
Die Blütezeit reicht von März bis April.

## Vorkommen
Die Warley-Schwertlilie kommt im West-Pamir auf steinigen Feinerde-Hängen zusammen mit Juniperus und Ferula in Höhenlagen von 1200 bis 1800 Meter vor.

## Nutzung
Die Warley-Schwertlilie wird selten als Zierpflanze in Steingärten genutzt. Sie ist seit spätestens 1902 in Kultur. Sie ist nach Warley, dem Landgut von Ellen Willmott benannt.

## Belege
- Eckehart J. Jäger, Friedrich Ebel, Peter Hanelt, Gerd K. Müller (Hrsg.): Exkursionsflora von Deutschland. Begründet von Werner Rothmaler. Band 5: Krautige Zier- und Nutzpflanzen. Springer, Spektrum Akademischer Verlag, Berlin/Heidelberg 2008, ISBN 978-3-8274-0918-8.